# Torbern Bille (ærkebiskop)
 For alternative betydninger, se Torbern Bille. (Se også artikler, som begynder med Torbern Bille)
Torbern Bille, død 1552, var ærkebiskop i Lund 1532-1536. Hans fader var Steen Bille (Basse), landsdommer i Skåne og medlem af rigsrådet; hans moder var en Rønnov.

## Ærkebiskop
1510 er Bille medlem af domkapitlet i Lund, hvis dekan han senere blev. 1532 valgte kapitlet ham til Aage Jepsen Sparres efterfølger som ærkebiskop. Frederik 1. stadfæstede valget, mod at han forpligtede sig til at lade den reformatoriske bevægelse have frit løb; pavelig stadfæstelse nåede han derimod aldrig. Efter kongens død i 1533 mente han sig løst fra sin forpligtelse, og han modarbejdede de evangeliske prædikanter af al kraft.

## Fængsel 1536-37
Sammen med kongerigets øvrige biskopper fængsledes han august 1536, men blev frigivet året efter, mod at han frasagde sig sin biskoppelige magt og underkastede sig kongen. Fra nu af levede han som prælat i Lunds domkapitel og forstander for Bosie Kloster (Bosø Kloster).